# Ingenting duger
Ingenting duger är musikgruppen Ingentings debutalbum. Skivan släpptes på skivbolaget Labrador 2004.

## Låtlista
1. "Ingenting duger"
2. "Här kommer solen"
3. "Mamma, jag har gjort så mycket som du inte vill veta om"
4. "En bättre dag"
5. "021218"
6. "Alla har glömt"
7. "Varats olidliga lätthet"
8. "Gråt inte älskling"
9. "Julia"
10. "Rehabilitering"
11. "#11"
12. "De svåraste orden"